# Roger Gilbert-Lecomte
Roger Gilbert-Lecomte (18. května 1907, Remeš – 31. prosince 1943, Paříž) byl francouzský básník.

## Život a dílo
Jeho básnický život vyrůstal ze zkušenosti vnitřní vzpoury, kterou provedl společně se třemi svými spolužáky z gymnázia v Remeši. Lecomte, Robert Meyrat,
René Daumal a Roger Vailland si tehdy říkali Bratři Simplisté (Phrères Simplistes). Mladíci se snažili protrhnout hranice mezi viditelným a neviditelným. Snažili se „zakoušet Boha“. Užívali různé prostředky, například drogy, smyslovou a spánkovou deprivaci, bdělý spánek.
Byl klíčovým členem umělecké skupiny Vysoká hra (Le Grand jeu), která měla blízko k surrealistům. Skupina vydávala stejnojmenný literární časopis, na kterém se podíleli Daumal, Vailland, Meyrat, Pierre Minet, André Rolland de Renéville a český malíř Josef Šíma.
Nepsal mnoho, soustředil se pouze na to podstatné. Sledoval jediný cíl, kterým bylo dosažení absolutna, prázdnoty bytí – a to za cenu totální autodestrukce. Postupně se přestal stýkat i se svými přáteli. Snažil se odnaučit hodinám i abecedě. Zemřel na infekci z nesterilní injekční jehly, kterou používal pro aplikaci morfinu.
I ve Francii zůstal poměrně neznámým autorem.
V českém prostředí se dílem Rogera Gilbert-Lecomta zabývá především básník Miloslav Topinka. O Lecomtově smrti řekl: „…riziko tu samozřejmě je. Je to balancování na ostří nože. Podobný zlom nastal u Rimbauda, Hölderlina nebo u Nervala – náhle se v nich něco rozevřelo, jakási trhlina, jako když blesk rozčísne oblohu, a oni tím byli natolik oslněni, že ten oslepující záblesk nevydrželi. Někdy to spálí oči, někdy se z toho člověk zblázní. A někdo si, jako Arthur Rimbaud, odřízne poezii zaživa. Taky se tomu říká úžeh nebo třeba ztroskotání. Ale jsem přesvědčený, že tu trhlinu lze rozevřít tak, aby člověk prošel tím úzkým hrdlem, tou proměnou, aby přepadl jinam – a zase se vrátil sem. Jde o to být bez ustání v tom: tady a zároveň tam.“

### Překlady do češtiny
- Syn kosti mluví, překlad Miroslav Topinka, Petr Zavadil a Věra Linhartová, Praha : Dybbuk, 2023, ISBN 978-80-7690-077-6
- Život, láska, smrt, prázdno a vítr, překlad Věra Linhartová et al., Praha : Malvern, 2006, ISBN 80-86702-12-X
- Škvíra, překlad Věra Linhartová, ilustrace Vladimír Kokolia, Praha : Trigon, 1996, ISBN 80-85320-82-7